# Dave Myrie
David Andrew Myrie Medrano (* 1. Juni 1988 in Puerto Viejo) ist ein ehemaliger costa-ricanischer Fußballspieler.

## Karriere
Myrie entstammt der Jugend des Limón FC und wechselte 2005 in den Nachwuchsbereich des seinerzeitigen spanischen Zweitligisten FC Cádiz. Dieser verlieh ihn an den Amateurklub FC Barbate, ehe er 2007 zum Puntarenas FC nach Costa Rica zurückkehrte. 2008 wechselte er zu LD Alajuelense, wo auch sein Bruder Roy Myrie spielte. 2009 versuchte sich Myrie nochmals im Ausland und wechselte in die Major League Soccer. Weder bei Chicago Fire noch bei Philadelphia Union konnte er sich jedoch durchsetzen, so dass er 2010 zu seinem Jugendklub Limón FC zurückkehrte. Dort avancierte er zum costa-ricanischen Nationalspieler, als im November des Jahres gegen Jamaika debütierte. Im Sommer 2011 holte ihn der norwegische Erstligist Fredrikstad FK als Nachfolger des zum FC Kopenhagen wechselnden Cristian Gamboa, aber auch hier blieb ihm außerhalb seines Heimatlandes der Durchbruch verwehrt und er kehrte Anfang 2012 abermals zu Limón FC zurück. Es folgten Stationen bei CS Uruguay de Coronado und CS Herediano, während seiner Zeit dort etablierte er sich im Stammkader der Nationalmannschaft und nahm mit ihr an der Weltmeisterschaft 2014 sowie am CONCACAF Gold Cup 2015 teil. Ab 2016 spielte er noch jeweils kurzzeitig für AD San Carlos, CD Saprissa und AD Municipal Pérez Zeledón, ehe er 2019 bei Limón FC seine Karriere ausklingen ließ.